# Paratiroidni hormon
Paratiroidni hormon (PTH, parathormon, paratirin) luče paratiroidne ćelije paraštitaste žlezde kao polipeptid koji sadrži 84 aminokiseline. On deluje tako što povišava koncentraciju kalcijuma (Ca2+) u krvi, dok kalcitonin (hormon koji proizvode parafolikularne ćelije (C ćelije) štitaste žlezde) snižava koncentracije kalcijuma.
PTH deluje tako što povišava koncentraciju kalcijuma u krivi. On se vezuje za receptor paratiroidnog hormona 1 (koji je prisutan u visokim nivoima u kostima i bubrezima) i za receptor paratiroidnog hormona 2 (koji je visoko izražen u centralnom nervnom sistemu, pankreasu, testisima, i posteljici). PTH poluživot je približno 4 minuta. On ima molekularnu masu od 9,4 kDa.

## Struktura
hPTH-(1-34) se kristalizuje kao neznatno povijeni, dugački heliksni dimer. Analiza je pokazala da je heliksna konformacija hPTH-(1-34) verovatno bioaktivna konformacija. The N-terminal fragment 1-34 of parathyroid hormone (PTH) has been crystallized and the structure has been refined to 0.9 Å resolution.

## Stimulatori
- Sniženi nivo serumskog [2+].
- Blago povišenje nivoa serumskog [2+].
- Povišenje nivoa serumskog fosfata (povećanje koncentracije fosfata uzrokuje formiranje kalcijum fosfata, čime se redukuje stimulacija Ca-senzitivnih receptora (CaSr) koji ne reaguju na kalcijum fosfat, te dolazi do povišenja PTH nivoa)

### Inhibitori
- Povišeni novo serumskog [Ca2+].
- Jako sniženje serumskog [2+], koje isto tako proizvodi simptome hipoparatiroidizma (kao što je hipokalcemija).[6]

## Literatura
- Drüeke TB, Massy ZA (2003). „Advanced oxidation protein products, parathyroid hormone and vascular calcification in uremia”. Blood Purif. 20 (5): 494—7. PMID 12207101. doi:10.1159/000065203.
- Parfitt AM (2003). „Parathyroid hormone and periosteal bone expansion”. J. Bone Miner. Res. 17 (10): 1741—3. PMID 12369776. doi:10.1359/jbmr.2002.17.10.1741.
- Martin TJ (2004). „Does bone resorption inhibition affect the anabolic response to parathyroid hormone?”. Trends Endocrinol. Metab. 15 (2): 49—50. PMID 15080150. doi:10.1016/j.tem.2004.01.002.
- Keutmann HT; Sauer MM; Hendy GN;  . (1979). „Complete amino acid sequence of human parathyroid hormone”. Biochemistry. 17 (26): 5723—9. PMID 728431. doi:10.1021/bi00619a019.
- Keutmann HT, Niall HD, O'Riordan JL, Potts JT (1975). „A reinvestigation of the amino-terminal sequence of human parathyroid hormone”. Biochemistry. 14 (9): 1842—7. PMID 1125201. doi:10.1021/bi00680a006.
- Parkinson DB, Thakker RV (1993). „A donor splice site mutation in the parathyroid hormone gene is associated with autosomal recessive hypoparathyroidism”. Nat. Genet. 1 (2): 149—52. PMID 1302009. doi:10.1038/ng0592-149.
- Handt O, Reis A, Schmidtke J (1993). „Ectopic transcription of the parathyroid hormone gene in lymphocytes, lymphoblastoid cells and tumour tissue”. J. Endocrinol. 135 (2): 249—56. PMID 1474331. doi:10.1677/joe.0.1350249.
- Tonoki H, Narahara K, Matsumoto T, Niikawa N (1991). „Regional mapping of the parathyroid hormone gene (PTH) by cytogenetic and molecular studies”. Cytogenet. Cell Genet. 56 (2): 103—4. PMID 1672845. doi:10.1159/000133059.
- Marx UC; Adermann K; Bayer P;  . (1998). „Structure-activity relation of NH2-terminal human parathyroid hormone fragments.”. J Biol Chem. 273 (8): 4308—16. PMID 9468478. doi:10.1074/jbc.273.8.4308.
- Arnold A; Horst SA; Gardella TJ;  . (1990). „Mutation of the signal peptide-encoding region of the preproparathyroid hormone gene in familial isolated hypoparathyroidism”. J. Clin. Invest. 86 (4): 1084—7. PMC 296835 . PMID 2212001. doi:10.1172/JCI114811.
- Nussbaum SR, Gaz RD, Arnold A (1990). „Hypercalcemia and ectopic secretion of parathyroid hormone by an ovarian carcinoma with rearrangement of the gene for parathyroid hormone”. N. Engl. J. Med. 323 (19): 1324—8. PMID 2215618. doi:10.1056/NEJM199011083231907.
- Ahn TG; Antonarakis SE; Kronenberg HM;  . (1986). „Familial isolated hypoparathyroidism: a molecular genetic analysis of 8 families with 23 affected persons”. Medicine (Baltimore). 65 (2): 73—81. PMID 3005800.
- Tregear GW; van Rietschoten J; Greene E;  . (1975). „Solid-phase synthesis of the biologically active N-terminal 1 - 34 peptide of human parathyroid hormone”. Hoppe-Seyler's Z. Physiol. Chem. 355 (4): 415—21. PMID 4474131.
- Niall HD; Sauer RT; Jacobs JW;  . (1974). „The Amino-Acid Sequence of the Amino-Terminal 37 Residues of Human Parathyroid Hormone”. Proc. Natl. Acad. Sci. U.S.A. 71 (2): 384—8. PMC 388010 . PMID 4521809. doi:10.1073/pnas.71.2.384.
- Andreatta RH; Hartmann A; Jöhl A;  . (1973). „[Synthesis of sequence 1-34 of human parathyroid hormone]”. Helv. Chim. Acta. 56 (1): 470—3. PMID 4721748. doi:10.1002/hlca.19730560139.
- Jacobs JW; Kemper B; Niall HD;  . (1974). „Structural analysis of human proparathyroid hormone by a new microsequencing approach”. Nature. 249 (453): 155—7. PMID 4833516. doi:10.1038/249155a0.
- Vasicek TJ; McDevitt BE; Freeman MW;  . (1983). „Nucleotide sequence of the human parathyroid hormone gene”. Proc. Natl. Acad. Sci. U.S.A. 80 (8): 2127—31. PMC 393770 . PMID 6220408. doi:10.1073/pnas.80.8.2127.
- Mayer H, Breyel E, Bostock C, Schmidtke J (1983). „Assignment of the human parathyroid hormone gene to chromosome 11”. Hum. Genet. 64 (3): 283—5. PMID 6885073. doi:10.1007/BF00279412.
- Hendy GN, Kronenberg HM, Potts JT, Rich A (1982). „Nucleotide sequence of cloned cDNAs encoding human preproparathyroid hormone”. Proc. Natl. Acad. Sci. U.S.A. 78 (12): 7365—9. PMC 349267 . PMID 6950381. doi:10.1073/pnas.78.12.7365.
- Hendy GN; Bennett HP; Gibbs BF;  . (1995). „Proparathyroid hormone is preferentially cleaved to parathyroid hormone by the prohormone convertase furin. A mass spectrometric study”. J. Biol. Chem. 270 (16): 9517—25. PMID 7721880. doi:10.1074/jbc.270.16.9517.
- Costanzo, Linda S. (2007). BRS Physiology. Lippincott, Williams, & Wilkins. стр. 260.  978-0-7817-7311-9.